# Delosperma ornatulum
Delosperma ornatulum là một loài thực vật có hoa trong họ Phiên hạnh. Loài này được N.E.Br. ex Stapf mô tả khoa học đầu tiên năm 1931.